# 白肋万年青
白肋万年青（学名：Dieffenbachia leopoldii）为天南星科花叶万年青属的植物。分布于南美洲、台湾等地，目前已由人工引种栽培。